# Middelste geelkuifkaketoe
De middelste geelkuifkaketoe (Cacatua galerita eleonora), soms ook Eleonora kaketoe genoemd, is een vogel uit de orde der papegaaiachtigen en de familie der kaketoes. Hij is een ondersoort van de grote geelkuifkaketoe (Cacatua galerita).

## Uiterlijk
De witte kaketoe lijkt op de nominaatvorm maar heeft in verhouding een veel kleinere snavel. Van de ondersoorten is dit tevens de kleinste vogel. Hij wordt ongeveer 44 cm lang en weegt ongeveer 600 gram.

## Leefgebied
De vogel is inheems op de Aru-eilanden en geïntroduceerd op de Kei-eilanden in Indonesië. De vogel geeft de voorkeur aan bosrijke gebieden, open landschappen en gecultiveerde gebieden.

## Voedsel
Het voedsel van deze kaketoe bestaat uit zaden, bessen, bloemen, vruchten, wortels, insecten en larven.

## Voortplanting
Het broedseizoen van deze kaketoe ligt voornamelijk van september tot januari. De vogels hebben hun nest in een boomholte of rotsspleet. Het vrouwtje legt 2 tot 3 witte ovale eieren welke na een periode van 30 dagen uitkomen. Beide vogels broeden om beurten de eieren uit en verzorgen samen de jongen. Na ongeveer 75 dagen vliegen de jonge kaketoes uit.

## Benaming
De benaming Cacatua galerita eleonora is gegeven door Otto Finsch. Hij ontdekte de ondersoort in de Amsterdamse dierentuin Artis en noemde deze vervolgens naar de vrouw van de directeur van de dierentuin, Maria Eleonora van der Schroef.